# Leucinodes perlucidalis
Leucinodes perlucidalis là một loài bướm đêm trong họ Crambidae.